# (5280) Andrewbecker
(5280) Andrewbecker es un asteroide perteneciente al cinturón de asteroides, descubierto el 11 de agosto de 1988 desde el Observatorio del Monte Palomar, Estados Unidos.

## Designación y nombre
Designado provisionalmente como 1988 PT. Fue nombrado Andrewbecker en honor al astrónomo Andrew Becker que también es científico de datos estadounidense de la Universidad de Washington. Mayormente conocido por su trabajo en astronomía en el dominio del tiempo, incluida la sustracción de imágenes y las técnicas de minería de datos en tiempo real.

## Características orbitales
Andrewbecker está situado a una distancia media del Sol de 2,587 ua, pudiendo alejarse hasta 3,127 ua y acercarse hasta 2,047 ua. Su excentricidad es 0,208 y la inclinación orbital 12,88 grados. Emplea 1520,36 días en completar una órbita alrededor del Sol.
Los próximos acercamientos a la órbita de Júpiter se producirán el 18 de marzo de 2035, el 27 de enero de 2048 y el 27 de junio de 2118, entre otros.

## Características físicas
La magnitud absoluta de Andrewbecker es 13,7.